# The Lost Memory
The Lost Memory è un cortometraggio muto del 1909 diretto da Lewin Fitzhamon.

## Trama
Un vecchio macellaio viene colpito alla testa da un borseggiatore e il colpo gli provoca un'amnesia.

## Produzione
Il film fu prodotto dalla Hepworth.

## Distribuzione
Distribuito dalla Hepworth, il film - un cortometraggio di 68,58 metri - uscì nelle sale cinematografiche britanniche nel febbraio 1909.
Si conoscono pochi dati del film che, prodotto dalla Hepworth, fu distrutto nel 1924 dallo stesso produttore, Cecil M. Hepworth. Fallito, in gravissime difficoltà finanziarie, il produttore pensò in questo modo di poter almeno recuperare il nitrato d'argento della pellicola.